# Takatsukasa Masahiro
Takatsukasa Masahiro (鷹司 政熙 1761 – 1841?) fue un kuge (cortesano) que actuó de regente durante la era Edo. Fue hijo del regente Takatsukasa Sukehira.
Ocupó la posición de kanpaku del Emperador Kōkaku entre 1795 y 1814.
Su hijo, Takatsukasa Masamichi, se casó con una hija del undécimo líder del Tokushima han, Hachisuka Shigeyoshi